# 約娜·松德林

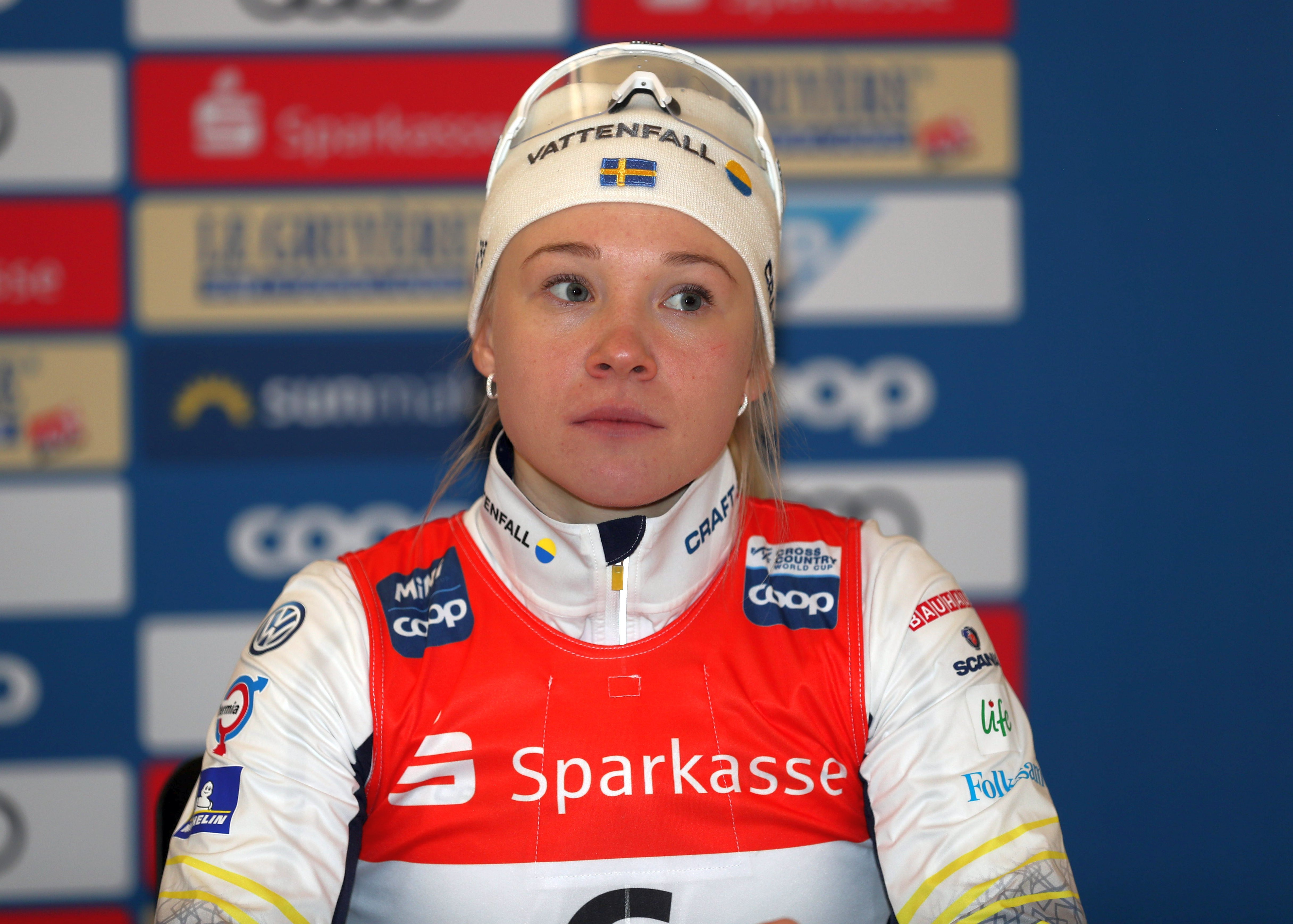
约娜·松德林，2019年

約娜·松德林（瑞典語：Jonna Sundling，1994年12月28日—），瑞典越野滑雪運動員，她代表瑞典隊參加了中國舉行的2022年冬季奧林匹克運動會，並且在女子個人爭先比賽上獲得金牌。